# Monika Gossmann
Monika Gossmann (* 1981 in Alma-Ata, Kasachische Sozialistische Sowjetrepublik, heute Kasachstan) ist eine deutsche Schauspielerin und Regisseurin.

## Leben

### Herkunft und Familie
Monika Gossmann wurde in der ehemaligen Sowjetunion, unweit der chinesischen Grenze, geboren. Ihre Vorfahren waren Deutsche, die im 18. Jahrhundert unter der Zarin Katharina II. nach Russland gekommen waren. Während der Stalin-Herrschaft mussten ihre Vorfahren umsiedeln, an die Wolga und nach Sibirien.
Gossmann wuchs bilingual mit Russisch und Deutsch auf; ihre Großmutter sprach mit ihr den wolgadeutsch-schwäbischen Dialekt. Gossmanns Mutter war Lehrerin, der Vater Augenarzt. Monika Gossmann wurde heimlich evangelisch getauft. Als sie drei Jahre war, zog die Familie nach Tadschikistan. Bis zu ihrem 6. Lebensjahr wuchs Gossmann in Russland auf, bevor die Familie 1988 nach Deutschland ausreiste und sich in Ludwigshafen ansiedelte.

### Ausbildung und Theater
Ab ihrem 4. Lebensjahr hatte Gossmann bereits Tanzunterricht erhalten. In Deutschland besuchte sie ab 2000 die Stage School in Hamburg und machte anschließend von 2001 bis 2004 an der Contemporary Dance School Hamburg eine Ausbildung zur Tänzerin. 2004 bildete sie mit zwei  anderen Tänzerinnen die kurzlebige Girlgroup Ashana, welche mit dem Dance-Pop-Titel U Gonna Get It! in die deutschen und österreichischen Charts gelangte.
Ihr Schauspielstudium absolvierte Gossmann von 2003 bis 2007 am Moskauer Künstlertheater (Moscow Art Theatre School). Im letzten Studienjahr spielte sie in Moskau bereits die Anna Petrowna in Tschechows Platonov in einer Inszenierung, mit dem „Goldenen Blatt“, einem Moskauer Theaterpreis, ausgezeichnet wurde.
In Deutschland folgten Theaterrollen wie Fräulein Julie und Lady Milford. Gossmann hatte Theaterengagements u. a. am Hof-Theater-Tromm (2007) und ab 2008 mehrfach am „Salon-Theater Taunusstein“ in Wiesbaden. 2010 gastierte sie am Schauspielhaus Graz als Ophelia in Hamlet. Von 2011 bis 2014 studierte sie an der Yale University in Boston, wo sie die von der Choreografin und Regisseurin Fay Simpson, der künstlerischen Leiterin und Mitbegründerin des „Impact Theatre“, entwickelte Schauspieltechnik „Lucid Body“ kennenlernte, die sie mittlerweile auch selbst unterrichtet. Gossmann arbeitet auch als Theaterregisseurin und entwickelt eigene Theaterprojekte, in denen sie als Schauspielerin und Regisseurin hervortritt. 2016 gründete sie ihre eigene Theatercompagnie Teamonfire Productions. 2017 wurde in Berlin im Kater Blau ihre Inszenierung Venus in Fur nach dem Theaterstück von David Ives uraufgeführt. Sie ist Autorin und Regisseurin des Theaterstücks Humboldt. Was die Welt im Innersten zusammenhält, gewidmet dem 250. Jahrestag des Wissenschaftlers Alexander von Humboldt, das als deutsch-russisches Theaterprojekt 2019 in Moskau, Omsk, Berlin und Bayreuth aufgeführt wurde. Gossmann ist seit 2019 Professorin für Schauspiel an der University of Florida (UF) sowie Professorin an der New York University.

### Film und Fernsehen
Gossmann wirkte in mehreren russischen, deutschen und internationalen Film- und TV-Produktionen mit.
Ihr TV-Debüt in Deutschland hatte sie im Oktober 2010 als junge, mit einem reichen Wismarer Unternehmer verheiratete Litauerin Aljona in der ZDF-Serie SOKO Wismar. In der 10. Staffel von SOKO Wismar (2014) übernahm sie eine der Episodenhauptrollen als geheimnisvolle Stadtführerin Marina Lombardi, mit der Oberkommissar Nils Theede (Jonas Laux) eine leidenschaftliche Affäre beginnt. Im deutschen Fernsehen war sie außerdem in zwei Folgen der ZDF-Serie Küstenwache zu sehen. In der US-Filmbiografie Mank (2020) spielte sie unter der Regie von David Fincher die Rolle der Pflegerin „Fräulein Frieda“. 
Gemeinsam mit der Drehbuchautorin Nira Bozkurt, die sie beim Dreh für ein Musikvideo kennengelernt hatte, gründete sie die Berliner Filmproduktionsfirma Stormrider Films.

### Privates
Gossmann ist seit 2007 mit dem russischen Schauspieler Anton Pampushnyy (* 1982) verheiratet und lebt in Berlin.

## Filmografie (Auswahl)
- 2010: SOKO Wismar: Eine kleine Sehnsucht (Fernsehserie, eine Folge)
- 2011: Küstenwache: Falsches Vertrauen (Fernsehserie, eine Folge)
- 2013: Mission Backup Earth (Fernsehserie, sechs Folgen)
- 2014: SOKO Wismar: Krieg der Sterne (Fernsehserie, eine Folge)
- 2014: Küstenwache: Dame, König, Mord (Fernsehserie, eine Folge)
- 2014–2019: Jekaterina (The Rise of Catherine the Great, Fernsehserie, vier Folgen)
- 2017: The Optimists (Fernsehserie, eine Folge)
- 2017: Anna Fucking Molnar (Kinofilm)
- 2018: Unforgiven (Neproshchennyy, Kinofilm)
- 2020: Die Känguru-Chroniken (Kinofilm)
- 2020: Mank (Kinofilm)
- 2021: Red Election (Fernsehserie, zwei Folgen)
- 2023: Ostfriesenmoor
- 2023: Die unwahrscheinliche Pilgerreise des Harold Fry (The Unlikely Pilgrimage of Harold Fry)
- 2024: Münter & Kandinsky